# Morry Taylor
Pour les articles homonymes, voir Maurice Taylor et Taylor.
Maurice « Morry » Taylor Jr., né le 28 août 1944, est le PDG de Titan International. Le surnom « The Grizz » (le Grizzli) lui a été attribué pour son caractère supposé bourru.

## Primaires républicaines
Maurice Taylor a été candidat républicain à l'investiture lors de la campagne présidentielle américaine de 1996. Cette campagne est commentée dans son livre Kill all the lawyers - and other ways to fix the government. Il a dépensé plus de 6 millions de dollars et a reçu environ 1 % des votes lors des primaires. 
Taylor a été l'un des sujets abordés dans le 19e épisode de la série de Public Radio International This American Life intitulée Rich Guys, diffusé pour la première fois en 1996. Sa campagne est également évoquée dans le livre Trail fever: spin doctors, rented strangers, thumb wrestlers, toe suckers, grizzly bears, and other creatures on the road to the White House de Michael Lewis, en 1997.

## Controverse
En février 2013, Taylor adresse une lettre au ministre du Redressement productif où il déclare refuser d'investir dans une usine Goodyear, accusant la faible productivité des employés qui y travaillent, reprochant aux salariés français de ne travailler que « 3 heures par jour » et suggérant qu'il trouvera mieux pour moins cher en Chine et en Inde,,.